# Neomelambrotus striatus
Neomelambrotus striatus is een insect uit de familie van de vlinderhaften (Ascalaphidae), die tot de orde netvleugeligen (Neuroptera) behoort. 
Neomelambrotus striatus is voor het eerst wetenschappelijk beschreven door Tjeder in 1992.